# Andrea Ustero
Andrea Ustero Prieto (* 12. Mai 2007 in Barcelona) ist eine spanische Padelspielerin. Sie gilt als eines der größten Talente im internationalen Padel und ist die jüngste Spielerin, die jemals die Top 10 der FIP-Weltrangliste erreicht hat.

## Laufbahn
Andrea Ustero begann im Alter von fünf Jahren mit dem Tennisspielen und wechselte später zum Padel, inspiriert durch ihren Vater und angezogen vom Teamaspekt dieses Sports. Ihre professionelle Karriere begann sie 2023. Bereits in ihrer ersten Saison erreichte sie bemerkenswerte Ergebnisse, darunter das Finale des Paris Major 2024, womit sie die jüngste Finalistin in einem Premier Padel Major wurde.
Im Jahr 2025 gewann sie gemeinsam mit ihrer Partnerin Alejandra Alonso ihren ersten Titel beim FIP Platinum in Puebla, Mexiko.

## Spielweise
Andrea Ustero spielt auf der rechten Seite (Drive) und ist bekannt für ihren aggressiven Spielstil. Sie bevorzugt ein offensives Spiel und vermeidet taktische Ansätze, die sie als langweilig empfindet, wie z. B. häufige Lobs. Ihre Spielweise ist geprägt von Kreativität und dem Wunsch, das Spiel aktiv zu gestalten.

## Erfolge
| Nr. | Jahr | Turnier | Kategorie    | Partnerin        | Finalgegner                | Ergebnis |
| --- | ---- | ------- | ------------ | ---------------- | -------------------------- | -------- |
| 1.  | 2025 | Puebla  | FIP Platinum | Alejandra Alonso | Jimena Velasco Ona Canovas | 6:4, 6:0 |

### Siege beim Premier Padel
| Nr. | Jahr | Turnier  | Kategorie | Partner      | Gegner                         | Ergebnis      |
| --- | ---- | -------- | --------- | ------------ | ------------------------------ | ------------- |
| 1.  | 2025 | Bordeaux | P2        | Sofia Araújo | Beatriz Caldera Carmen Goenaga | 7:5, 2:6, 6:2 |